# أولا ساليرت
أولا ساليرت (بالسويدية: Ulla Sallert)‏‏ (27 مارس 1923 في ستوكهولم - 11 مايو 2018 ) ممثلة، ومغنية، ومؤلفة من السويد.

## روابط خارجية
- أولا ساليرت على موقع IMDb (الإنجليزية)
- أولا ساليرت على موقع ميوزك برينز (الإنجليزية)
- أولا ساليرت على موقع قاعدة بيانات برودواي على الإنترنت (الإنجليزية)
- أولا ساليرت على موقع ديسكوغز (الإنجليزية)
- أولا ساليرت على موقع قاعدة بيانات الفيلم (الإنجليزية)